# مناتساکان مانوکیان
مناتساکان مالخاسی مانوکیان (ارمنی: Մնացական Մալխասի Մանուկյան؛ زاده ۲۶ ژوئن ۱۹۳۵) دانشمند اهل ارمنستان است.

## زندگی‌نامه
وی در ۲۶ ژوئن ۱۹۳۵ در لنیناکان در به دنیا آمد و از انستیتو دولتی علوم پرورشی گیومری (۱۹۵۸) فارغ‌التحصیل گشت.   وی همچنین برنده جوایزی همچون آموزگار شایسته جمهوری ارمنستان (۲۰۰۷) شد.

## یادداشت
1. ↑  մանկավարժական գիտությունների դոկտոր